# Месхидзе, Эмине Мевлудовна (1921)
Эмине Мевлудовна Месхидзе (1921 год, Кобулети, АССР Аджаристан, ССР Грузия — ?) — колхозница колхоза имени Микояна Кобулетского района, Грузинская ССР. Герой Социалистического Труда (1949). Депутат Верховного Совета Аджарской АССР 3-го созыва.

## Биография
Родилась в 1921 году в пригороде Кобулети. Окончила местную начальную школу. С конца 1930-х годов трудилась рядовой колхозницей в звене Хурие Такидзе на чайной плантации колхоза имени Микояна Кобулетского района с центром в селе Легва.
В 1948 году собрала 6133 килограмма сортового зелёного чайного листа на участке площадью 0,5 гектара. Указом Президиума Верховного Совета СССР от 29 августа 1949 года удостоена звания Героя Социалистического Труда за «получение высоких урожаев сортового зелёного чайного листа и цитрусовых плодов в 1948 году» с вручением ордена Ленина и золотой медали «Серп и Молот» (№ 4658).
Этим же указом званием Героя Социалистического Труда были награждены чаеводы колхоза имени Микояна колхозницы Хатидже Хасановна Гегидзе, Фериде Хусеиновна Катамадзе, Тунтул Юсуповна Такидзе, Хурие Юсуповна Такидзе и Рехима Скендеровна Хахуташвили.
За выдающиеся трудовые достижения по итогам работы в 1949 году была награждена вторым орденом Ленина.
Избиралась депутатом Верховного Совета Аджарского АССР 3-го созыва (1951—1955).
Умерла в январе 2016 года.
Награды
- Герой Социалистического Труда
- Орден Ленина — дважды (1949; 19.07.1951)